# Leiosphaerella leonensis
Leiosphaerella leonensis är en svampart som beskrevs av P.J. Fisher & Petrini 1983. Leiosphaerella leonensis ingår i släktet Leiosphaerella, ordningen kolkärnsvampar, klassen Sordariomycetes, divisionen sporsäcksvampar och riket svampar.   Inga underarter finns listade i Catalogue of Life.